# بوردر تریر
بوردر تریر (به انگلیسی: Border Terrier)، نام یکی از نژادهای سگ است که خاستگاه آن به بریتانیا بازمی‌گردد. وزن جنس نر بوردر تریر ۶–۷ کیلوگرم (۱۳–۱۵ پوند) است و وزن جنس مادهٔ آن ۵–۶٫۵ کیلوگرم (۱۱–۱۴ پوند).